# Фумонизины
Фумонизины — органические соединения, микотоксины, вторичные метаболиты, продуцируемые некоторыми видами микроскопических плесневых грибов (микромицетами) рода Fusarium, Lesiola.
Характерной особенностью этих микотоксинов является необычайное структурное сходство со сфинголипидами, в с особенности с их предшественником — сфинганином. Поэтому они легко встраиваются в биологические мембраны, повреждая их. Проявляют канцерогенное действие. Загрязняют пищевые продукты (контаминанты), корма для животных, а также сырьё. Существует большое количество различных видов фумонизинов, однако, наиболее опасными контаминантами сырья и продуктов из них являются только 4: фумонизин B1 (самый распространённый и токсичный), В2, В3 и В4.
Поскольку фумонизины оказались негенотоксичными, была исследована возможность того, что они принадлежат к другому классу негенотоксичных канцерогенов — пероксисомным пролифераторам.
Генетическая инженерия рассматривается как перспективное средство детоксикации микотоксинов. Этот подход может обеспечить инновационное решение проблемы фумонизинов в кукурузе.
Впервые фумонизины (ФB1 и ФB2) были обнаружены и идентифицированы в 1970 году, в поражённой микромицетом F. verticillioides кукурузе, которая при употреблении вызвала вспышку лейкоэнцефаломаляции у лошадей. Однако, впоследствии они были найдены и в других злаковых культурах: пшенице, сорго, рисе. Фумонизин В2 методом ВЭЖХ и тандемной масс-спектроскопии был обнаружен в зёрнах кофе.
К настоящему времени зарегистрировано не менее 15 различных фумонизинов и выявлены другие минорные метаболиты, хотя не доказано, что большинство из них встречаются в природе. В 2015 году на винограде, заражённом Aspergillus welwitschiae, был обнаружен уникальный класс неаминированных фумонизинов, хотя их токсичность пока не установлена.

## Структура
Фумонизины имеют структурную аналогию со сфинголипидами.
- Фумонизин B1
- Фумонизин B2